# Folsomides aridoviator
Folsomides aridoviator är en urinsektsart som beskrevs av Potapov och Sophya K. Stebaeva 1997. Folsomides aridoviator ingår i släktet Folsomides och familjen Isotomidae. Inga underarter finns listade i Catalogue of Life.